# Brest (Čučer-Sandevo)
Brest é uma aldeia localizada no município de Čučer-Sandevo, na República da Macedônia do Norte.